# Grosstraktor
A Grosstraktor a Rheinmetall-Borsig, a Krupp, és a Daimler-Benz által a Weimari Köztársaságnak épített két-két közepes harckocsi-prototípus kódneve volt.

## Fejlesztése
Mivel Németország az első világháborút elvesztette, valamint elfogadta a Versailles-i békeszerződést, ennek értelmében nem fejleszthetett, tarthatott és vásárolhatott lánctalppal rendelkező, fegyver hordozására alkalmas járművet. Ezért fejlesztéseit titokban kellett tartania. Példát az AB Landsverk úgynevezett Gutehoffnungshütte nevezetű harckocsija adott. Az AB Landsverk volt a fő harckocsigyártó Svédországban. 
1926-ban a Rheinmentall, a Borsig, a Daimler-Benz és a Krupp kapott megbízást, hogy dolgozzanak ki egy 20 tonnás harckocsit. Mivel az 1920-as években még javában érvényben volt a Versailles-i békeszerződés, ezért a németek Oroszországban kísérleteztek. 1922-ben a Rapallo cég aláírt egy szerződést Németországgal, miszerint a Grosstraktor fejlesztéseit a Szovjetunió is felhasználhatja. Kazányban (Oroszország) tesztpályát építettek. Itt tesztelték, majd kifejlesztették melléktípusát, a Leichttraktort. 
A fejlesztést 1937-ben leállították, vékony páncélzata, valamint egyéb hiányosságai miatt. A prototípus(okat) Németországba szállították. A típus alapot nyújtott főleg a német, de a szovjet harckocsik terén is.
A Grosstraktor rohamharckocsinak volt tervezve. Számos harckocsi megtervezéséhez vezetett, közülük leghíresebb a Neubaufahrzeug.